# Monti Teffedest
I Monti Teffedest sono una catena montuosa situata nella parte meridionale dell'Algeria. Fanno parte dei monti dell'Ahaggar, situati nel Sahara.

## Geografia
La catena del Teffedest è lunga circa 120 km e si sviluppa in direzione nord-sud. A differenza delle altre parti dell'Ahaggar, che sono costituite prevalentemente da roccia vulcanica scura, i Teffedest sono composti di granito chiaro.

Su alcune rocce di queste montagne sono state trovate antiche pitture rupestri.
In questa area le dune sono rare.
Il picco più elevato dei Monti Tiffedest viene chiamato In Akoulmou. Un'altra delle vette più importanti è il Garet el Djenoun, situato nella parte settentrionale della catena montuosa.

## Ecologia
I Monti Teffedest sono stati l'habitat dell'ultima residua popolazione algerina di cani selvatici africani del genere Lycaon pictus. Attualmente la specie sembra essersi localmente estinta in Algeria a causa della distruzione dell'habitat causata dall'uomo e della crescente desertificazione.